# 哈格 (奥地利)
哈格（德語：Haag）是奥地利下奥地利州阿姆施泰滕县的一个市镇。总面积54.97平方公里，总人口5414人，人口密度98.5人/平方公里（2012年）。